# Marion Pfaus

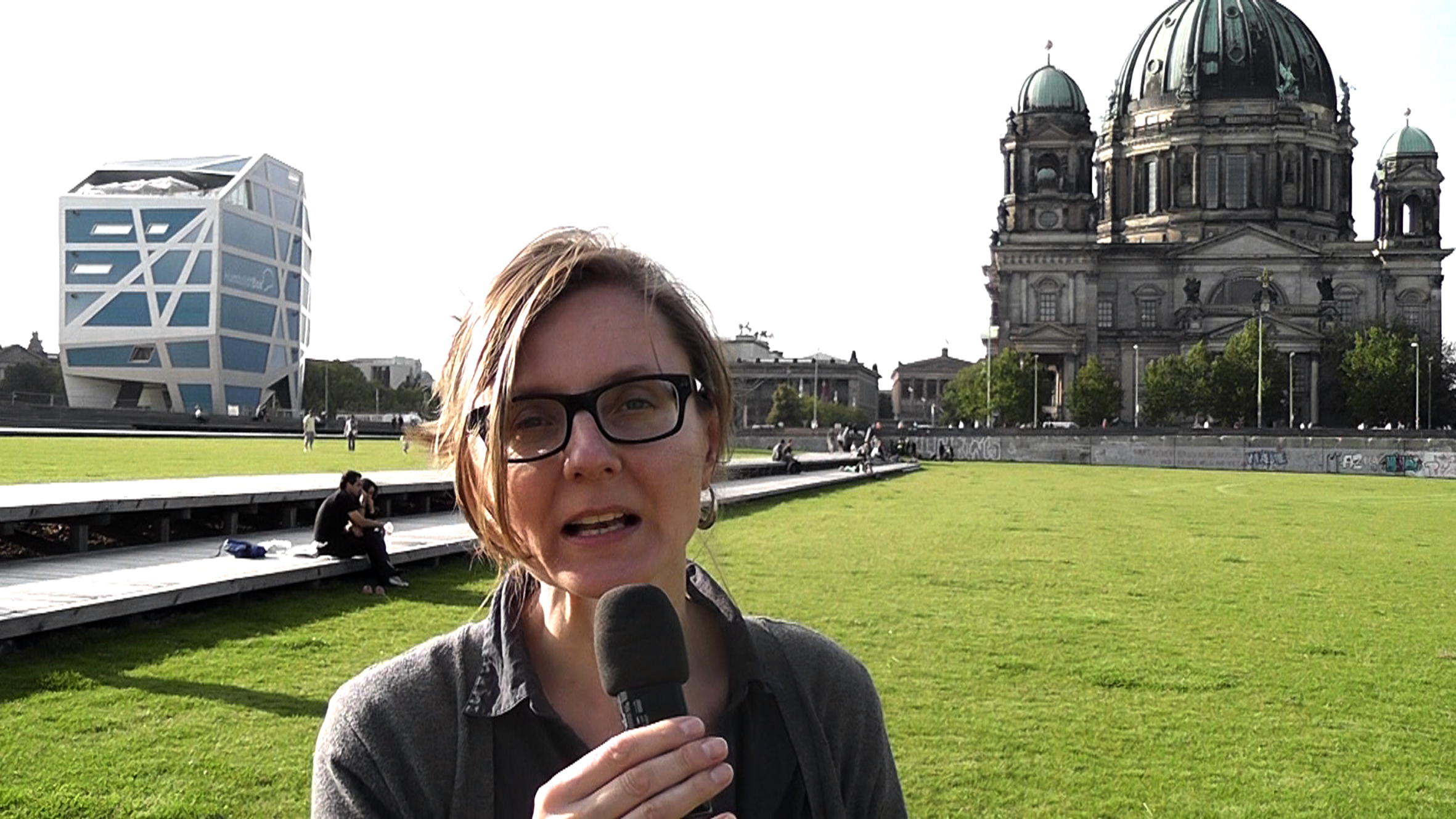
Marion [https://www.youtube.com/watch?v=s8OBaMpvLek Pfaus

Marion Pfaus (* 22. September 1966 in Bretten), alias Rigoletti, ist eine deutsche Schriftstellerin und Filmemacherin.

## Leben und Werk
Pfaus, Tochter des Politikers Manfred Pfaus, wuchs in Buchen auf und studierte an der Filmakademie Baden-Württemberg. Seit 2000 arbeitet Pfaus als freie Medienkünstlerin und Autorin in Berlin mit regelmäßiger Live-Show. In Zusammenarbeit mit der Dramatikerin Felicia Zeller sind Kurzfilme und Live-Show-Formate u. a. im Kaffee Burger entstanden. 2006 erschien ihr Roman Aus den Memoiren einer Verblühenden.  2011 gründete sie die Initiative rückbau21 Rückbau Berliner Schloss Humboldtforum. Sie unterrichtete bis 2018 Film- und Tonmontage an der UdK. Zur Berlinale 2022 hat sie für ProQuote Film eine Kurzfilmserie zur Gleichstellungschieflage als Geschenk an die Kulturstaatsministerin produziert. Für den True-Crime-Comedy-Podcast Caro ermittelt von Caroline Labusch, RBB Kultur hat sie Regie geführt.

## Stipendien und Preise
- 1999: Student Award der transmediale, Berlin und Multimediapreis der Stadt Stuttgart für Mut der Ahnungslosen
- 2002: Literaturstipendium des Berliner Senats
- 2004: Teamwork-Award für Zwei Videobriefe und Publikumspreis für Videobrief von Rigoletti, Stuttgarter Filmwinter
- 2004: Special Mention Jameson Short Film Award für Videobrief von Rigoletti, IKFF Hamburg
- 2007: Stipendium des Künstlerinnenprogramms Berlin
- 2008: OnVideo-Award für 16:9 FULL HD, exground Wiesbaden[7]
- 2010: Expanded Media Award für wahl11.de, 23. Stuttgarter Filmwinter 2010
- 2011: Webcuts-Award „Infotainment“ für 16:9 FULL HD
- 2013: Special Mention Regensburger Kurzfilmwoche für Schnell aber sexy, Prix Très Chic in Vienna für Wodka Tagebuch
- 2022: nominiert für den Deutschen Radiopreis, Kategorie Beste Comedy für Caro ermittelt

## Veröffentlichungen
- Unverblümt. SuKuLTuR Berlin 2005 (= „Schöner Lesen“ Nr. 36)
- Aus den Memoiren einer Verblühenden. Roman. Voland & Quist Dresden 2006, ISBN 3-938424-16-8.

### Beiträge in Anthologien
- Pauschal ins Paradies. Voland & Quist, Dresden 2007.
- Der lange Weg nach Wien. Voland & Quist, Dresden 2008
- Niemand hat die Absicht ein Matriarchat zu errichten. Satyr. Berlin 2022